# ایزومی تودو
ایزومی تودو (انگلیسی: Izumi Todo) با ساخت سریال‌هایی مانند اوجاماجو دوره‌می و درمان خوب، یک نام تخلص است که توسط تهیه‌کنندگان تلویزیونی توئی انیمیشن هنگام مشارکت در مجموعه‌های مختلف انیمیشن خود استفاده می‌شود. نام مستعار استفاده شده به روشی مشابه عبارتند از: بندای نامکو فیلم‌ورکس و شرکت توئی برای تولیدات تلویزیونی انیمه شرکت توئی و توکوساتسو. استفاده از تخلص با اوجاماجو دوره‌می آغاز شد.